# 头陂镇
头陂镇，是中华人民共和国江西省抚州市广昌县下辖的一个乡镇级行政单位。

## 行政区划
头陂镇下辖以下地区：
头陂社区、头陂村、锡坊村、山下村、龙虎村、龙港村、西港村、塘下村、羡地村、双西村、边界村、塘背村、柯树村和前山村。